# بالان (كليبر)
بالان هي قرية في مقاطعة كليبر، إيران. عدد سكان هذه القرية هو 90 في سنة 2006.